# グランヴィル (マンシュ県)
グランヴィル （Granville）は、フランス、ノルマンディー地域圏、マンシュ県のコミューン。モン＝サン＝ミシェル湾に面した保養地および海水浴の行楽地であり、かつてのタラ漁のまちである。岩がちな半島の先にあることから、時に「北のモナコ」（Monaco du Nord）と言われる。
グランヴィルの土地はヴァイキングが占領した後、ノルマンディー公ギヨーム征服公の家臣が11世紀にまちを築いた。グランヴィルはかつては海賊の本拠地であり、モン＝サン＝ミシェルを守る要塞の役割を果たしていた。19世紀にはゴルフコースや競馬場を備え、多くの芸術家たちが頻繁に訪れるリゾート地となった。実業家のディオール家はグランヴィル出身である。1962年にグランヴィルはマンシュ県南部の港や空港のあるサン・ニコラ・プレ・グランヴィルと合併した。

## 由来

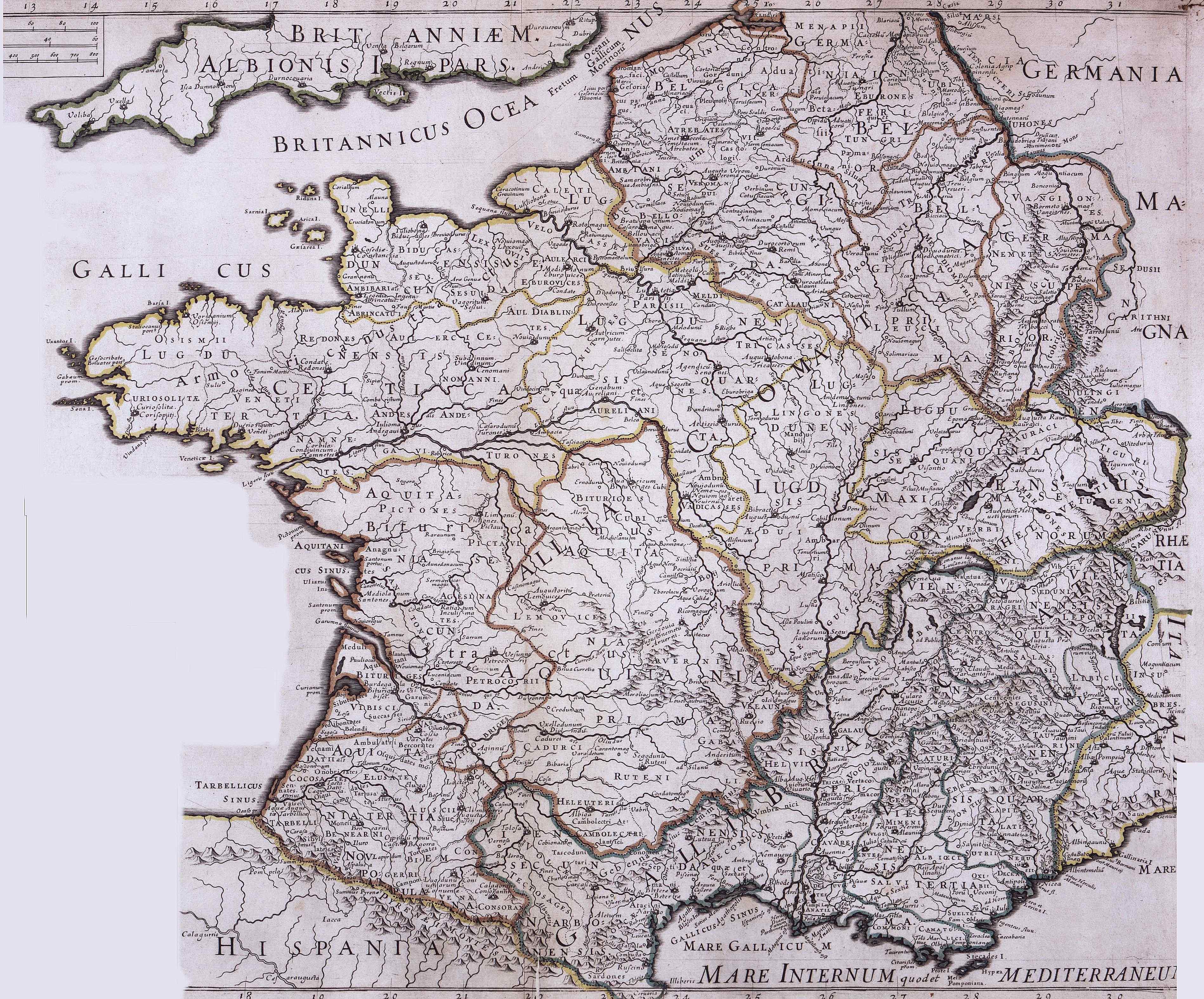
18世紀に描かれたガロ＝ローマ時代の地図。アルモリカにいたガリア部族、アブリンカト族の土地にGrannonuの地名が見られる

まちの名は、1054年にGrandivilla、1056年にde Grande Villa、1172年にGrandvilla、1175年にGranville と記されている。
18世紀に描かれたガロ＝ローマ時代の地図では、グランヴィルの位置にGrannonuの名が記されている。フランス革命時代、まちは一時的にグランヴィル＝ラ＝ヴィクトワール（Granville-la-Victoire）の名を採用した。ノルマン語ではまちの名をGraunville（グロンヴィル）という。
過去の一部の歴史家や地理学者たちは、グランヴィルを西ローマ帝国時代の文献ノティティア・ディグニタトゥムに記された、リトゥス・サクソニクム（fr、ザクセン人海岸。現在のフランス北西岸）にあるGrannonumまたはGrannonaを証明するものだと関連付けようとした。これは現代の学者が放棄した定説である。
現在の由来の専門家は、gran-の起源に同意している。アルベール・ドーゼとシャルル・ロスタンは、GranvilleをGrandvellやGrandvilleに分類する。最初の要素gran-はフランス語のgrandであると証明される。フランソワ・ド・ボールペールおよびルネ・ルペレはこの説に追従しない。唯一難点となるのはエルネスト・ネグルの、grantはオイル語方言を呼び起こすというものである。事実、grantは特定の文書に書かれており、grandという単語の古いつづりである。
学者たちはみな、-villeというつづりが中世に成立したと認めている。ドーゼとロスタンはこの-villeがvillageの意味を持つと信じており、ボールペールも暗黙の了解をしている。ネグルもvillage説についてふれている。ルペレだけ、-villeとはドメーヌ（domaine）であると書いた。

## 地理

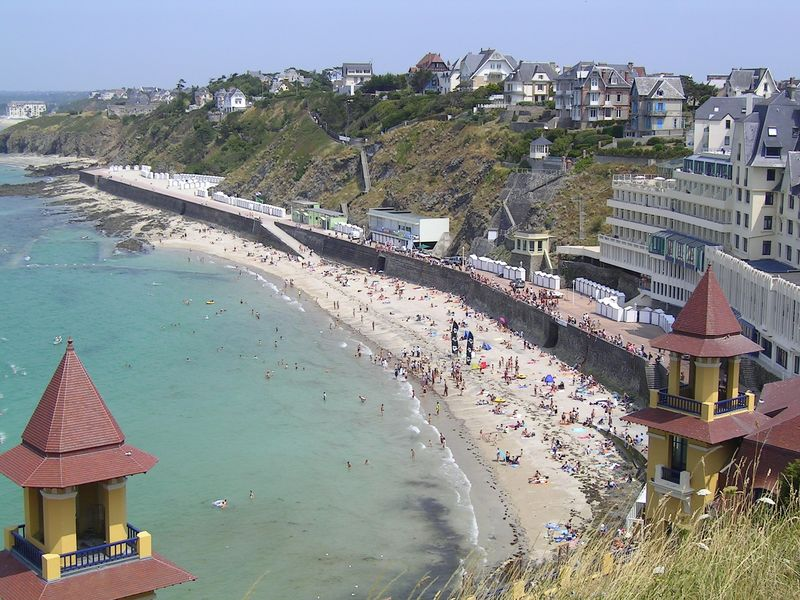
グランヴィルの浜。半島状の岩山の上に市街が広がる

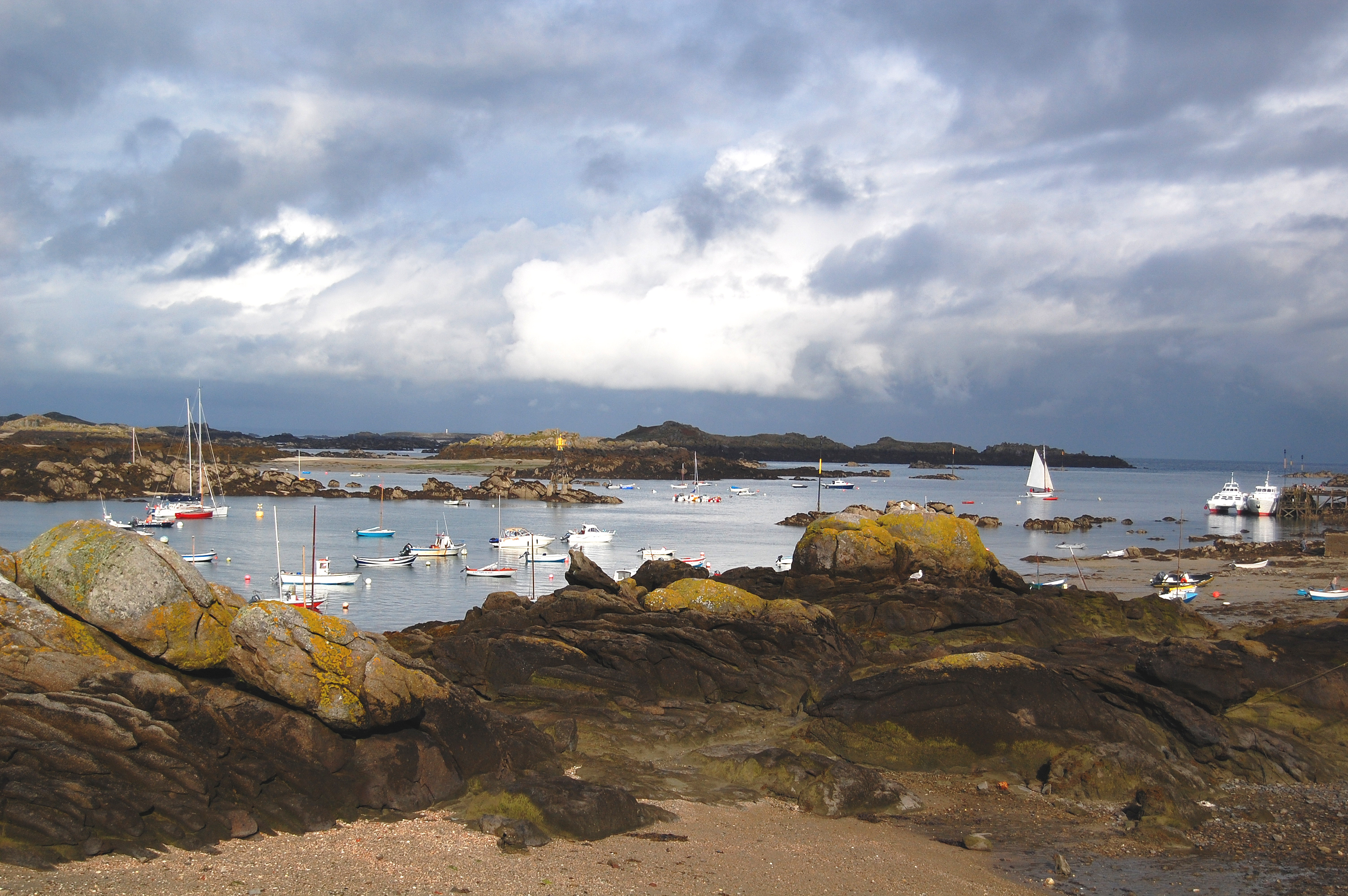
岩だらけのショーゼーの島々

グランヴィルは自然区分上の地方であるコタンタン地方の端にある。モン＝サン＝ミシェル湾の北、コート・デ・アーヴルの南にあたる。露頭の上にある市街は頁岩の崖が境界となっている。崖はポワント・デュ・ロク（Pointe du Roc）またはカップ・リウー（Cap Lihou）と呼ばれている。都市の残りの部分は、土地全体が東に向かって伸びていて、北は短い沿岸河川ボスク川と接し、南はラ・サーグ渓流まで交互に崖と砂浜が続く。グランヴィル内には4箇所の砂浜がある。半島と川に挟まれた北に1箇所、南の湾に3箇所である。コミューン面積は990ヘクタールで、大半が都市化されているが、現在はナテュラ2000（fr）と沿岸法（fr）によって都市化の推進が制限されている。
モン＝サン＝ミシェル湾の北に近く、前浜が非常になだらかであるため、最大で4メートルにもなるヨーロッパ随一の干満の差が大きい潮がある。これは時に近くの海水浴場の海岸線を変えることになる。
広大な、ショーゼー諸島は行政上グランヴィルに属している。ショーゼーは満潮時には52の花崗岩の島々で構成されている。干潮時には、ほぼ5000ヘクタールの、365以上の島が現れる。
グランヴィルはショーゼー諸島の南東17キロメートルに位置する。フランス国道のゼロ地点であるノートルダム・ド・パリから西に288キロメートルの位置である。サン＝ローの南西49キロメートル、アヴランシュの北西24キロメートル、クタンスの南西27キロメートル、シェルブール＝オクトヴィルの南91キロメートル、モン＝サン＝ミシェルの北23キロメートル、カーンの南西99キロメートルにある。
北の自然の境界がボスク川、南の境界がラ・サーグ渓谷である。ここ数年間、半島と本土との間を人工の川が流れるようになった。その場所は現在埋め立てられ、マレシャル・フォッシュ広場となっている。
まちの大部分が海と接している。半島の内側が海面より高く、ポワント・デュ・ロック半島では標高67メートルに達する。

## 交通
- 道路 - RD971（カランタン方面）、RD924（ヴィルデュー・レ・ポエル方面）、RD973（アヴランシュ方面）。A84からは25キロメートル離れている。
- 鉄道 - パリ-グランヴィル区間はモンパルナス駅から発車し終着のグランヴィル駅までである。グランヴィル駅にはアンテルシテ・ノルマンディー（fr）路線、TERバス＝ノルマンディー路線が乗り入れている。
- バス - Manéo（fr）
- 空港 - グランヴィル空港
- 海上輸送 - ショーゼー諸島、チャネル諸島への路線あり

## 気候
イギリス海峡に面したグランヴィルは、海洋性気候である。しかしながら、ブルターニュとノルマンディーに挟まれて生じた湾で、モン＝サン＝ミシェルの入江の北部にある位置であるため、相対的に嵐や風から守られて、温暖な気候の恩恵を受けている。年平均気温は11.4℃である。最高気温は14.2℃、最低気温は8.6℃である。公称の最高気温は7月から8月の21℃、最低気温は1月から2月の3℃で、温暖な気候と、温度範囲が狭いことを示している。
| グランヴィルの気候                                                                   | グランヴィルの気候 | グランヴィルの気候 | グランヴィルの気候 | グランヴィルの気候 | グランヴィルの気候 | グランヴィルの気候 | グランヴィルの気候 | グランヴィルの気候 | グランヴィルの気候 | グランヴィルの気候 | グランヴィルの気候 | グランヴィルの気候 | グランヴィルの気候 |
| 月                                                                                   | 1月                | 2月                | 3月                | 4月                | 5月                | 6月                | 7月                | 8月                | 9月                | 10月               | 11月               | 12月               | 年                 |
| ------------------------------------------------------------------------------------ | ------------------ | ------------------ | ------------------ | ------------------ | ------------------ | ------------------ | ------------------ | ------------------ | ------------------ | ------------------ | ------------------ | ------------------ | ------------------ |
| 平均最高気温 °C （°F）                                                               | 7 (45)             | 8 (46)             | 10 (50)            | 12 (54)            | 16 (61)            | 19 (66)            | 21 (70)            | 21 (70)            | 20 (68)            | 16 (61)            | 11 (52)            | 9 (48)             | 14.2 (57.6)        |
| 日平均気温 °C （°F）                                                                 | 5 (41)             | 6 (43)             | 8 (46)             | 10 (50)            | 13 (55)            | 16 (61)            | 18 (64)            | 18 (64)            | 16 (61)            | 13 (55)            | 9 (48)             | 6 (43)             | 11.4 (52.5)        |
| 平均最低気温 °C （°F）                                                               | 3 (37)             | 3 (37)             | 5 (41)             | 7 (45)             | 9 (48)             | 12 (54)            | 14 (57)            | 15 (59)            | 13 (55)            | 11 (52)            | 7 (45)             | 4 (39)             | 8.6 (47.5)         |
| 降水量 cm （inch）                                                                   | 57.0 (22.44)       | 53.2 (20.94)       | 49.9 (19.65)       | 39.7 (15.63)       | 50.5 (19.88)       | 40.8 (16.06)       | 36.8 (14.49)       | 36.3 (14.29)       | 50.8 (20)          | 59.0 (23.23)       | 68.5 (26.97)       | 64.3 (25.31)       | 606.8 (238.9)      |
| 出典：Climatologie mensuelle à la station départementale de Granville de 1948 à 2002 |                    |                    |                    |                    |                    |                    |                    |                    |                    |                    |                    |                    |                    |

## 歴史

### 起源

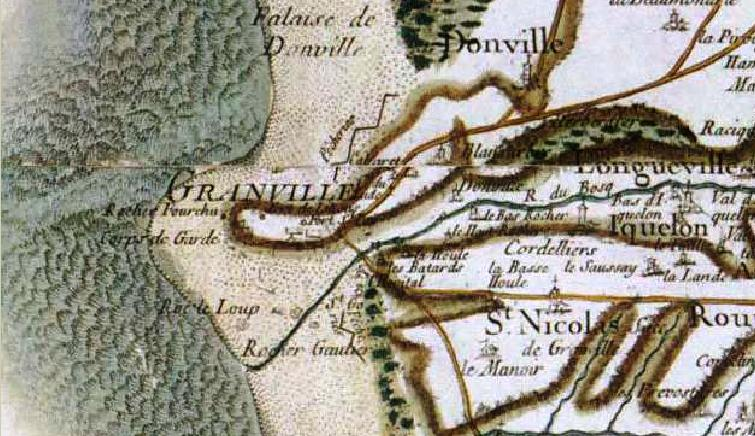
カッシーニ地図に描かれたグランヴィル

モン＝サン＝ミシェル湾の伝説によると、グランヴィルとショーゼーの島嶼部は、709年に海に沈んでしまったシシーの森をかつて含んでいたという。グランヴィルの領域の中心には、海岸沿いにあるディナールやサンマロのようなまちと同じく、ロック・ド・リウー（Roque de Lihou）の名で呼ばれる場所があった。
1066年、ノルマン・コンクエストさなか、ノルマンディー公ギヨーム征服公が、グラン家（Grant）に支援を求めた。感謝の印として、彼はグラン家にロック・ド・リウーの土地を授けた。グラン家は、ヴァイキング以後初めてのまちの領主であった。1143年、ノートルダム教区がグランヴィルにつくられた。1252年、グラン家の男系が断絶し、末裔のジャンヌ・ド・グランヴィルがグラトー領主ラウール・ダルグージュと結婚した。1439年、ノートルダム・デュ・カップ・リウー教会の建設が始まった。
1439年10月26日、ノルマンディー執事長を務めていたのが百年戦争のイングランド軍人サー・トーマス・スケールズの頃であった。彼がロックの地をジャン・ダルグージュから購入した。ノルマンディー領内最後のフランス橋頭堡であるモン＝サン＝ミシェルを切り離せというイングランド王ヘンリー6世の命令により、彼はグランヴィルに防御壁を築いた。1440年に要塞建設が始まった。さらにこのまちの防御を固めるため、トーマス・スケールズはグランヴィルのある半島と本土との間に溝を掘り、その結果海の水とボスク川の水が流れ込んで先端が島となった。
しかし、1442年11月8日、人目を忍んでルイ・デストゥートヴィル（fr）が城に忍び込み、結果として城は永久にフランスのものとなった。シャルル7世はグランヴィルを要塞のまちとすることに決め、1445年には紋章を付与する憲章に調印し、住民に対する課税を免除した。1450年から、グランヴィルの船が漁のためニューファンドランド島へ出航するようになった。1470年、ブルターニュ派とブルゴーニュ派との対立が深まっていた頃、グランヴィルの忠誠心を確たるものにするためルイ11世がまちを訪問した。1492年、アルハンブラ法令によってスペインから追放されたユダヤ人たちがフランスに到着した。ユダヤ人コミュニティーはグランヴィルに定着し、彼らは武装大艦隊のまちで商取引と金融業の権利を得た。

### 海賊の時代

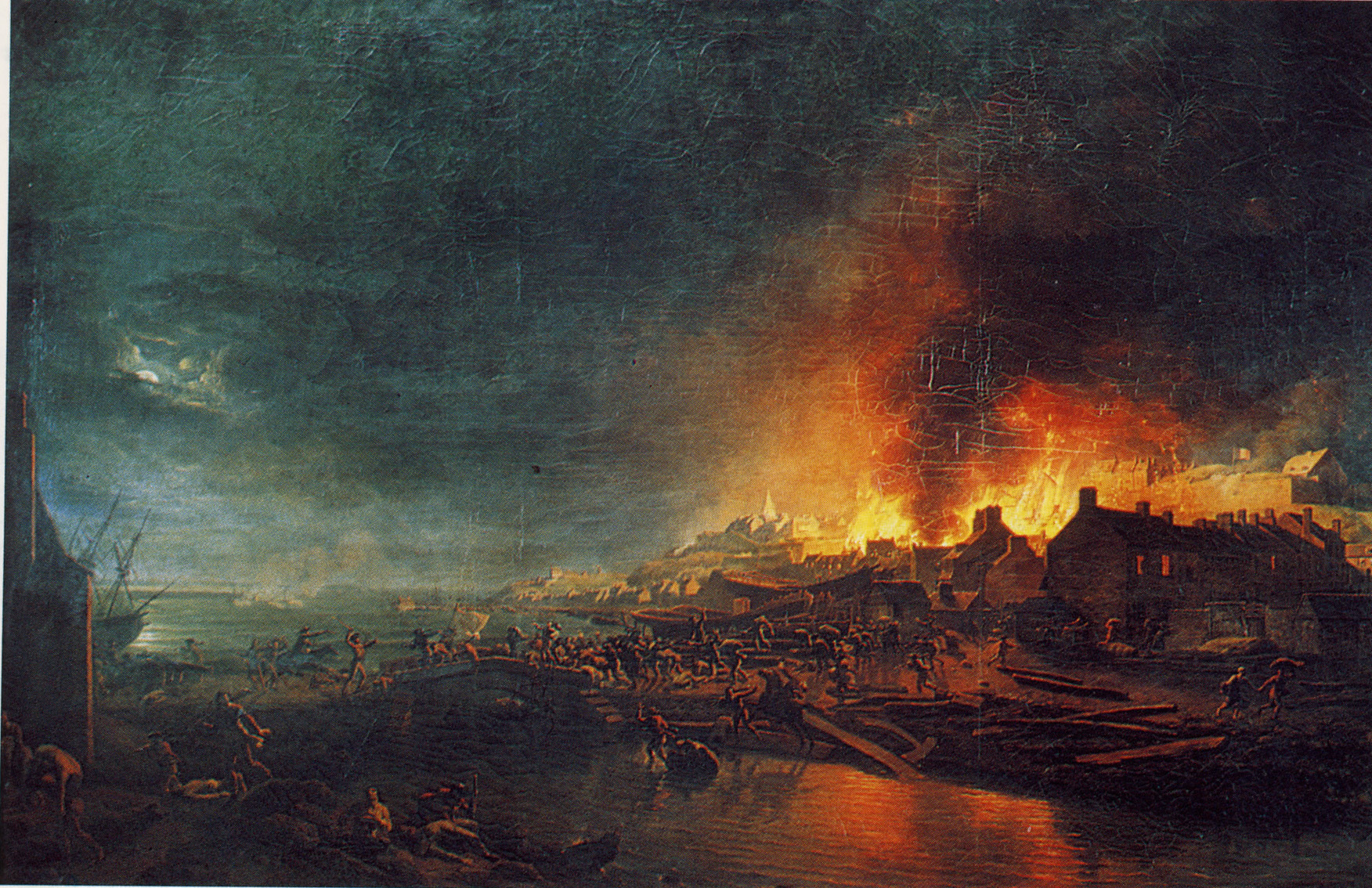
1793年のグランヴィル大火

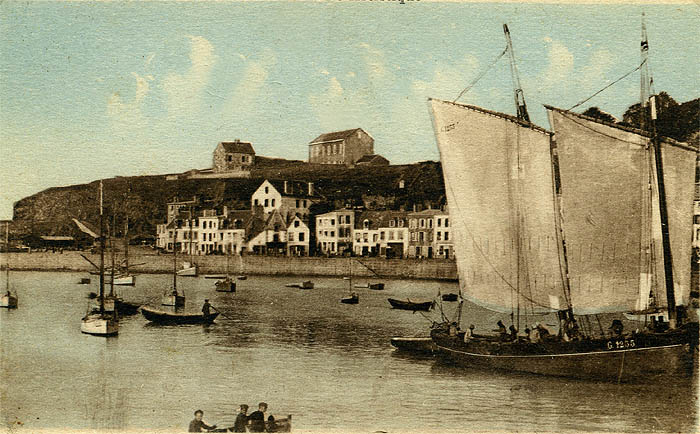
19世紀初頭のグランヴィル港

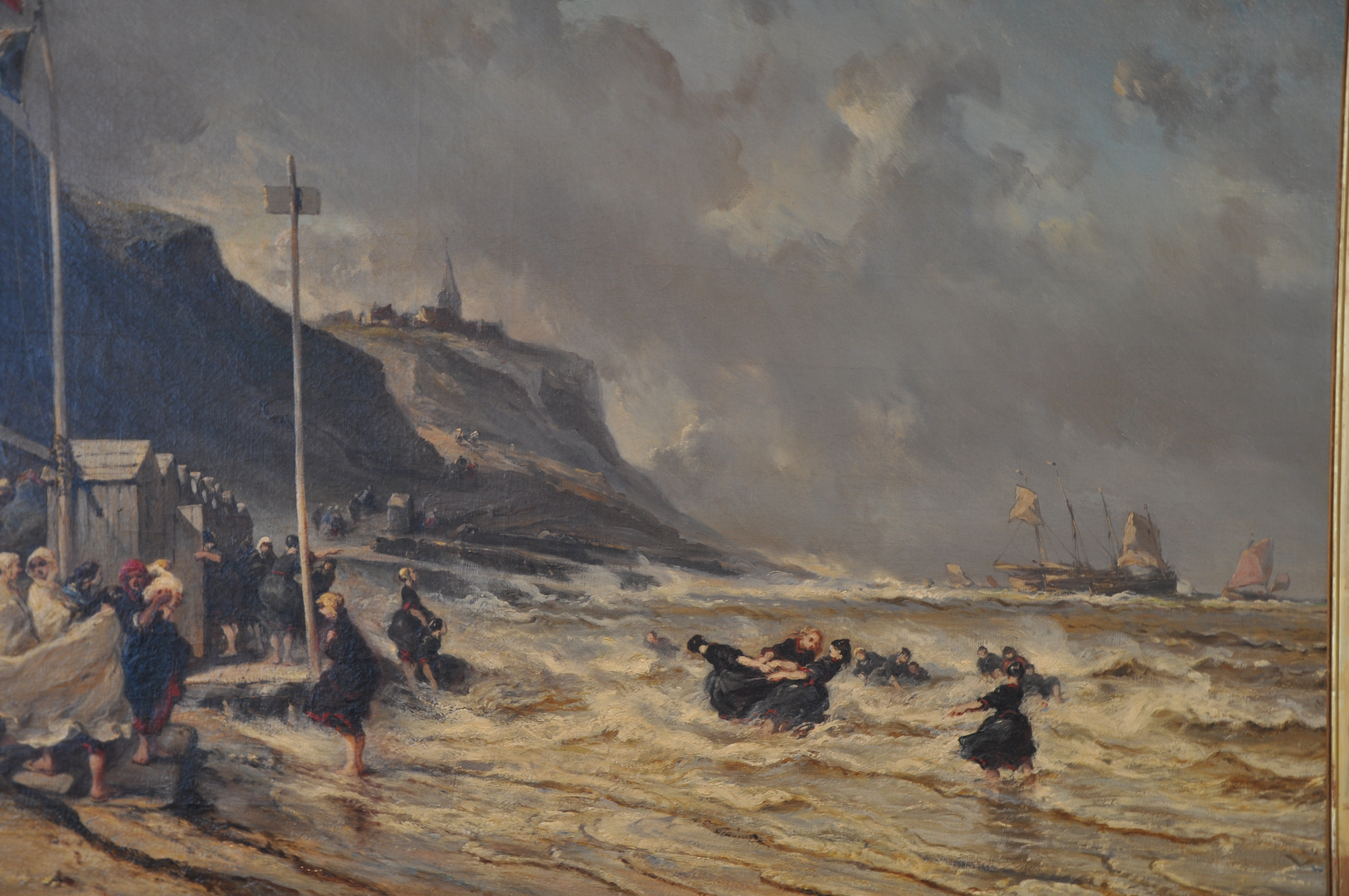
ウジェーヌ・イザベ画、グランヴィルの砂浜

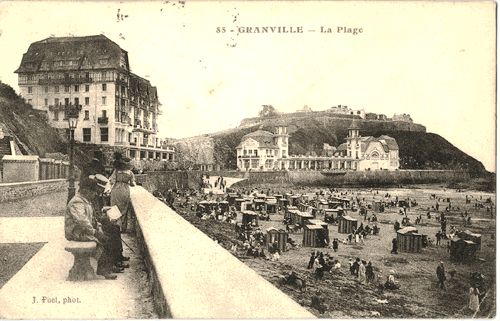
20世紀初頭のグランヴィル海岸

1562年に壁の修復が始まり、守備隊が兵舎に移動した。その後、王国の都市であることを強調するため、1593年にアンリ4世にまちの鍵が渡された。ルイ13世時代には、大砲が要塞に採用された。ルイ14世の治世から、グランヴィルの艦船団は私掠免許を行使する権利を持っていた。したがって、70隻から80隻の船が武装しており、グランヴィルからフランス提督が15人現れた。最もよく知られているのがジョルジュ＝ルネ・プレヴィル・ル・ペレー（fr）である。1688年、ルーヴォワ侯がまちの防衛設備の一部を壊した。1692年、ルイ14世はグランヴィル初代市長にリュック・ルブシェール・ド・ガスタニーを任命した。しかし、大同盟戦争さなかの1695年に、イングランド軍がグランヴィルを砲撃し、27の家屋を破壊した。実現させる時間はなかったが、ヴォーバンは要塞の改良を検討していたであろう。
攻撃を受けた後、1720年に壁は再建されさらに拡張された。その後1749年から、港の開発と拡張事業が行われた。1750年には、現在も残っている桟橋が敷設された。事業は1757年に完了した。一方で新たにバラックが設置された。1763年、火事で郊外が破壊された。1777年、新たなバラックが追加された。このジェヌのバラックは今も残っている。1786年7月20日、新たな火災が発生し、この時にはトランシェ地区や要塞の門へ火が向かった。
1793年11月14日から革命暦2年ブリュメール24日まで、ヴァンデ軍によるグランヴィル包囲戦が起こった。住民は反発し、2000人もの男性が死んで彼らは攻撃を断念しなければならなかったが、ユダヤ人街が燃焼で残った。1803年9月14日、イギリス軍が海上封鎖を行い再びグランヴィルを砲撃した。
軍事紛争の時代の後にブルボン家王政復古となり、1815年から、グランヴィルは新たな方向に向かい始めた。商工会議所が設置された。1823年、防波堤ができた。1827年、ロックの上に初の灯台が設置された。港は1856年以降に現在の様相を見せ始め、ウェットドックと閘門が操業を始めた。1860年、前市長メガンによって事業が始まり、最初のカジノが木造で建設された。1865年、サン・ピエール病院ができた。1866年、ヴィクトール・シェネがまちのため賛歌ラ・グランヴィレーズ（La Granvillaise）を作曲し、1868年に劇場で演奏された。
1867年、まちに初めての救命ボートが設置された。1869年、ル・グランヴィレ紙が創刊された。1870年には鉄道のパリ-グランヴィル区間が開通し、同年7月3日にグランヴィル駅が開業した。まちは、パリジャンのやってくる本物の海水浴リゾート地になり、スタンダールやジュール・ミシュレ、ヴィクトル・ユーゴー、モーリス・ドニの両親らがやってきた。ドニはまさに偶然グランヴィルで誕生している。
1875年から、1200mにおよぶ貯水池建設、ポロツク兵舎とソルフェリーノ兵舎建設、露天商が商売するホール建設といった大事業が再開された。まちは公共施設整備を続け、1884年には公立図書館、1886年にはサン・ポール学校、1887年に乾ドック、1897年には消防隊が設置された。行楽客を楽しませるため、レガッタを主催するレガート・グランヴィレーズ社が1889年に創設され、競馬場とクルス・ド・グランヴィル社が1890年にできた。1912年にゴルフ場ができた。1895年10月22日、モンパルナス駅でモンパルナス駅鉄道事故（fr）が発生した。1898年、サン・ポール教会が完成した。
20世紀は1900年のシャトー・ド・クレートの火災から始まった。1908年にはアヴランシュとの区間に鉄道路線およびトラム路線が開業し交通の中心にもなった。1911年、新しいカジノが完成し、大臣ジュール・パムにより産院と貯蓄銀行も設置された。1912年、まちに電気が引かれた。1914年はグランヴィルの暗い年となった。救命ボート事故によって4名の船員が死亡したのである。
第一次世界大戦が終わると、1919年からレガッタが再開された。グランヴィル出身者であるリュシアン・ディオールが、1921年にまちを訪れているアリスティード・ブリアンの第7次内閣の商工大臣となった。1925年に新しい駅が開業。1931年、ニューファンドランド島に行っていた最後の漁船が帰還した。

### 第二次世界大戦

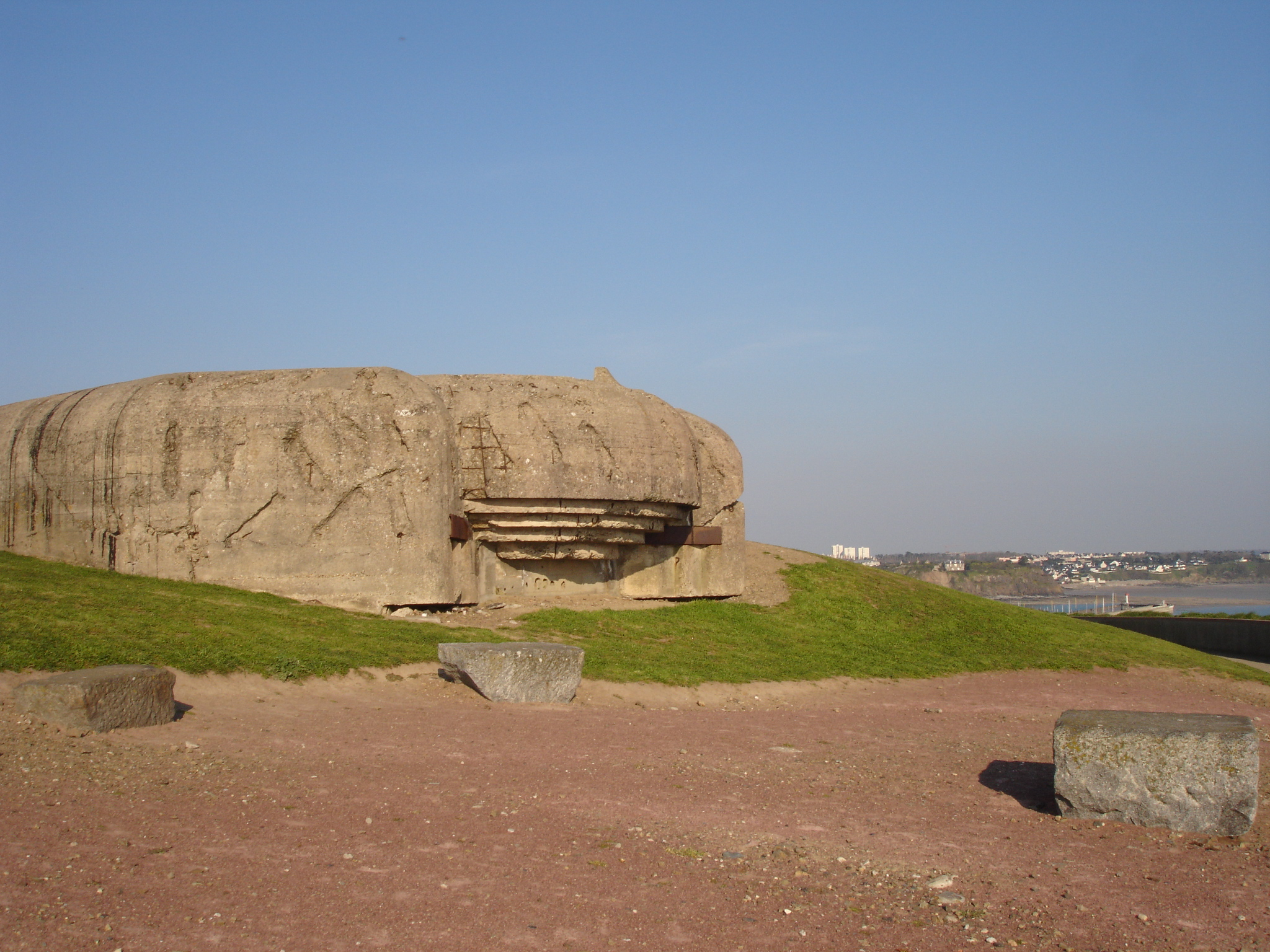
グランヴィルに残るドイツ軍のトーチカ。かつて大西洋の壁の一部であった

駐屯地のまちであり、モン＝サン＝ミシェル湾を封鎖できる場所にあるグランヴィルは、常に対立する2つの陣営から切望されるまちだった。1940年6月17日、ドイツ軍がグランヴィルを掌握した。1941年9月21日、ル・グランヴィレ紙は「カミーユ」の名の記者の記事を掲載した。記事は危険な箇所を警告する内容であり、ヴィシー政府のもとでのユダヤ人に関する基本法の欠陥を指摘していた。このレジスタンス運動の目立った活動が悪いことに、グランヴィルに暮らす8人のユダヤ人をアウシュヴィッツへ強制収容するきっかけとなった。レオン・ボビュレスコと2人の息子たちアルマンとロドルフ、シモン・ゴルダンベールと妻のミンカ、夫妻の子供アンリとリュバン、そしてスミル・ヴェースベールであった。3人の共産主義者たち、レオン・ラモール、ルネ・ロンクル、シャルル・パソも同様の運命に苦しんだ。
住民全体が、占領に制約を受けた。当初からドイツはポワント・デュ・ロックに要塞を築き、港へのアクセスを禁じた。1942年5月20日、新しいコミューン議会が知事によって設置された。1943年4月1日、崖の上の市街全体が避難しなければならなくなり、障壁や戦車によるバリケードで往来は不能となった。オテル・ド・ノルマンディーは在グランヴィル・ドイツ軍司令部となり、ゲシュタポの支部が置かれた。
この時期の特筆すべき人物は、モーリス・マルランである。1888年2月12日ファレーズ生まれの英語・フランス語・公民の教授で、彼はレジスタンス運動を率いていた。1939年、彼はベルギー難民および、イギリス軍の残留兵を組織した。のちにはジュール・ルプランスとともに、ジャージー島を避難に適した場所に設定した。ナチス・ドイツ占領期間、このつながりはチャネル諸島にある港湾施設及び鉄道施設、敵の装置に関する地下活動の情報網を組み立てるのを可能にした。1941年と1943年に逮捕されその後釈放され、活動中の1944年7月22日、ナチス協力者の密告によって逮捕され、ルツェルンの森で射殺された。1994年7月23日、マルランの息子セルジュは、調査によって父がドイツ人兵士に暗殺されたことが証明されたため、人道に対する罪として告訴した。現在、ホテル従業員を養成するリセにモーリス・マルランの名が付けられている。
1944年6月6日、プラン・ヴェール（Plan Vert）という鉄道路線のサボタージュ計画がパリ-グランヴィル路線で実施された。1944年7月31日、戦闘なしにグランヴィルは解放され、クタンスから陸路でアヴランシュへ向かう途中、市街に入ったパットン将軍の部隊が2日間滞在した。まる2日間続いた戦車通過の振動で、家の住民の氏名が記され家のファサードに掲げられているプラークが落下した。
1945年3月9日の数時間、グランヴィルはジャージー島から上陸したドイツ兵らによって数時間占領された。フランス本土の解放が進む間、連合国軍はライン川を渡ろうと、グランヴィルから800マイル離れた所にいた。まだジャージー島を占領していたドイツ軍が大胆にもグランヴィルに再度上陸したのである。クタンヴィルにあるレーダーが再上陸を発見したが、小さなボートに乗ったドイツ兵らは夜間にグランヴィル港から上陸した。彼らは港湾施設をダイナマイトで吹き飛ばし、貨物船4隻を撃沈させた。15人のアメリカ兵、8人のイギリス兵、6人のフランス人が殺害され、ドイツ人捕虜70人が釈放された。5人のアメリカ人と4人のイギリス人が、ドイツ兵が姿をくらます前に逮捕された。

### 現代
アルジェリア独立戦争の間の1956年から1961年、グランヴィル軍管区には第3旅団、その後シャスール第21大隊が駐留した。そこは数千人の新兵のための訓練施設であった。1957年、ツール・ド・フランスが開催された。1965年6月4日、ジョルジュ・ポンピドゥー首相がまちを訪問した。

## 人口統計
1793年の調査では人口が6649人であった。これまでの人口のピークは、グランヴィルの1000人の若者が死んで大きな打撃を受けた普仏戦争前の1861年の17180人である。その後、さらに第一次世界大戦によって緩やかに減少し始め、1946年には10130人となっていた。20世紀後半、1962年にサン・ニコラ・プレ・グランヴィルと合併し、農村脱出と、まち周辺に大規模な集合住宅群が建設されたことで再び人口は増加に転じた。2006年時点でグランヴィル人口のわずか0.5%が外国人であった。人口の0.1%にあたる小さなポルトガル人、スペイン人、モロッコ人の各コミュニティが存在する。これは地域圏平均8.8%より低い。そして全世帯のうち16.9%がひとり親世帯であった。ひとり親世帯の地域圏平均は10%である。
| 1962年 | 1968年 | 1975年 | 1982年 | 1990年 | 1999年 | 2006年 | 2010年 |
| ------ | ------ | ------ | ------ | ------ | ------ | ------ | ------ |
| 12069  | 12715  | 13330  | 13546  | 12413  | 12688  | 13022  | 12969  |

参照元:1962年まで Cassini de l’EHESS 1968年以降INSEE ·  · 

## 政治

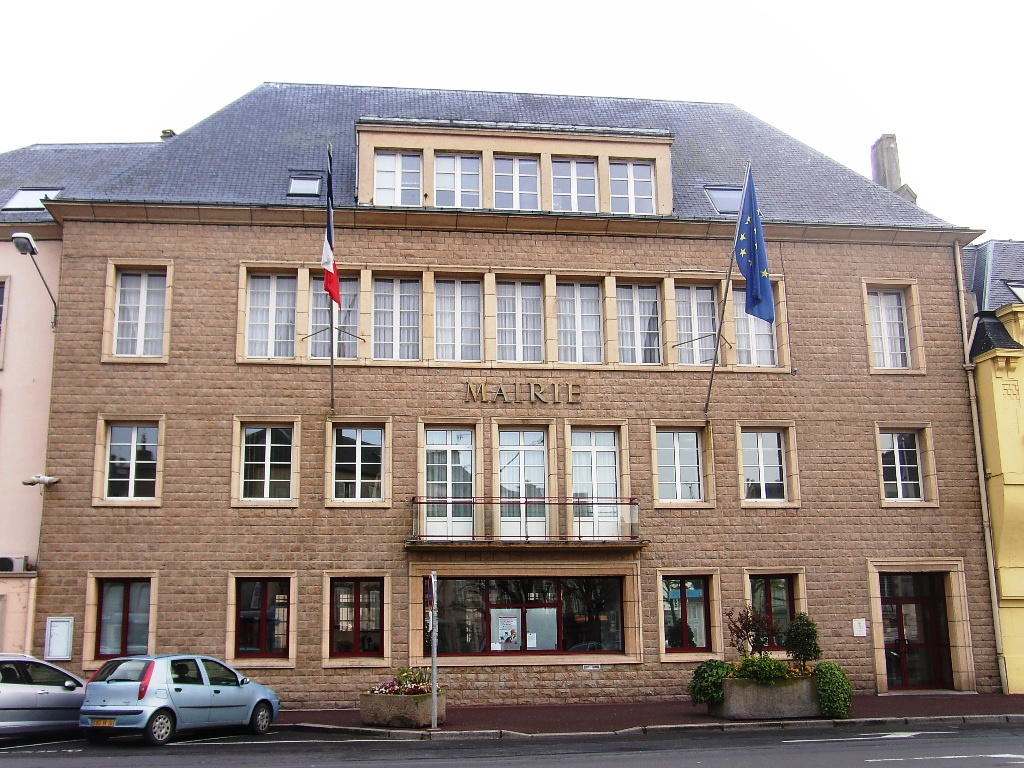
グランヴィル市役所

グランヴィルは小郡庁所在地である。グランヴィル議会には選ばれた33人の議員が属し、その過半数である25人が左派と右派の諸派をつくり多数派となっている。3人の社会党議員と1人の共産党議員、そして市民団体代表の1人の議員からなる5人の議員がグループを作っている。右派諸派議員が3人いる。
グランヴィルは、アヴランシュの通常裁判所、大審裁判所の区域に含まれる。商業裁判所と労働裁判所はクタンスと同じ区域となる。控訴裁判所はカーンにある。
1692年に初代市長が選出されてから、グランヴィルは過去67人が市長となった。
| 在任期間 | 在任期間 | 氏名                                           | 所属                     | 備考 |
| 就任     | 退任     | 氏名                                           | 所属                     | 備考 |
| -------- | -------- | ---------------------------------------------- | ------------------------ | ---- |
| 1989年   | 1990年   | ジャン＝クロード・ルコセ Jean-Claude Lecossais | 共和国連合               | -    |
| 1990年   | 1994年   | ベルナール・ベック Bernard Beck                | フランス民主連合         | -    |
| 1994年   | 2008年   | マルク・ヴェルディエ Marc Verdier              | 共和国連合、国民運動連合 | -    |
| 2008年   | 現職     | ダニエル・カリュエル Daniel Caruhel            | 左翼急進党               | -    |

参照元:

## 経済
グランヴィルにはマンシュ県南部商工会議所が置かれており、グランヴィル港と空港を管理する。アヴランシュ＝グランヴィル住近接地域もある。また、モン＝サン＝ミシェル湾の重要な観光地である。グランヴィル駅から車で往来が可能であり、オートルート・デゼステュエールから25キロメートルの距離である。マンシュ県南部の主要な経済中心地である。インキュベーターが確立しており、3箇所の工業団地がある。グランヴィル最大の事業者は、タラソテラピー・センターのル・ノルマンディー、上下水道管理を行うジェネラル・デゾー社fr）、ビスケット製造のルー＝ウドベールである。2005年の失業率は7.6%、推定労働者数は5128人であった。年間の一人あたりの平均所得は14864ユーロで、住民の43.2%が住宅所有者だった。まちには930社があった。グランヴィルには1984年まで第1海兵歩兵連隊の駐屯地があった。マルシェ（市場）は毎週土曜日ジョンヴィル地区で催されている。

### グランヴィル港

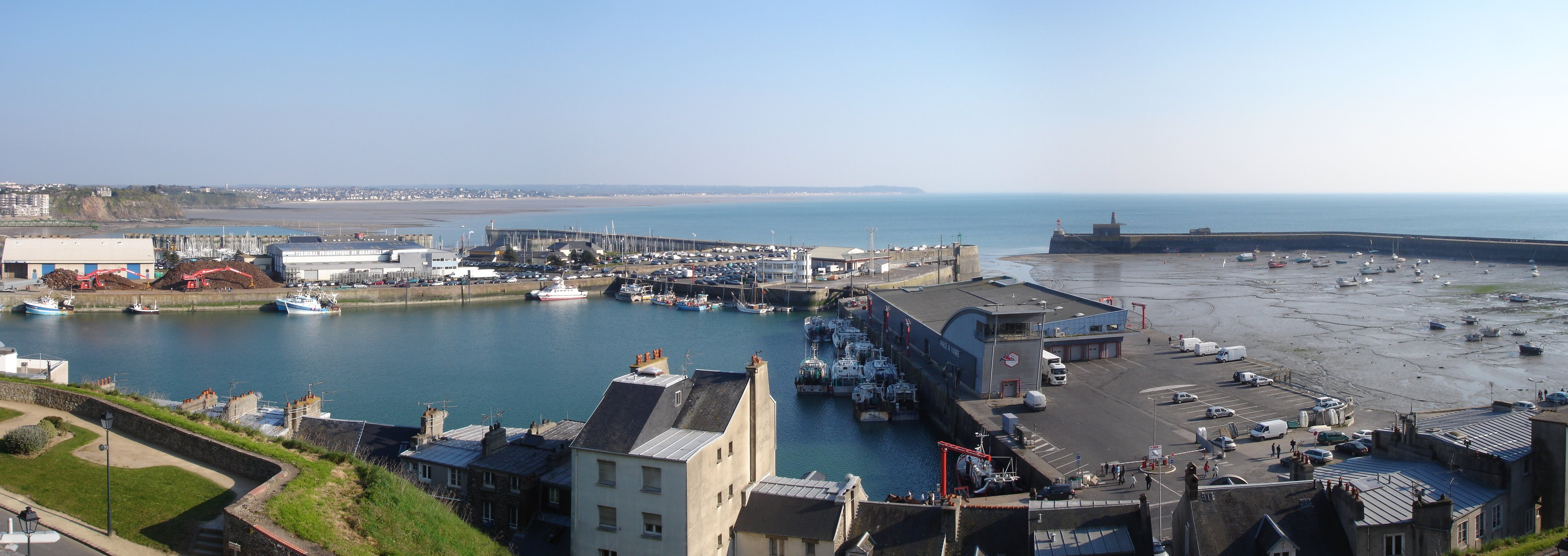
グランヴィル港

グランヴィル港は16世紀以来の歴史を持つ。マンシュ県南部商工会議所が管理しており、その内容はレジャーとしてのボート管理、漁業、貿易、そして旅客業管理である。2005年時点で、グランヴィル港は国内第32位で、貨物197万トンを処理し、44100人の乗客を輸送した。また、恒久的に救命ボートが配置されている港で、ボートのトゥー・タン号、2隻のインフレータブルボートがある。19世紀からカキとタラ漁が中心となった。
- 乗客を乗せショーゼー諸島やチャネル諸島へ向かうジョリー・フランス2号、ジューヌ・フランス2号、双胴船のジューヌ・フランス号がある。
- 商業港としては全長125m、幅18m、5000トンから6000トンの容量の船舶に対応する能力があり、主にスクラップや砂、砂利を一時間で100トンから300トン持ち上げる2つのクレーンが装備されている。毎時750トンを運ぶベルトコンベアもある。
- ノルマンディー第一の二枚貝（ハマグリ、イタヤガイなど）・甲殻類（ロブスター、カニなど）、魚（タイ、エイ、サメ、ヒラメ、タラなど）漁業の港である。水揚げされた魚類は魚市場に卸されるか地元で消費される。冷却設備があり、コンピューターによる製品管理が行われる。水揚げは年16000トンである。ショーゼー諸島では250トンのハマグリ、5000トンのムール貝、100トンのカキが生産される。
- 1975年以来エレル停泊区にマリーナがある[22]。毎年350隻を受け入れ、ボートごとに平均3名が乗っている。マリーナの存在は直接787000ユーロの利益につながっており、マリーナでの活動を収入とする40社の年間売上は2500万ユーロとなっている[23]。マリーナはまちの中心部から徒歩で数分である。

### 観光
グランヴィルは1926年3月16日以来保養地であり、1979年3月12日以降は観光地、そして海水浴の行楽地である。観光は地元経済の重要な一部である。コミューンには観光案内所があり、記念館や博物館、自然遺産を紹介している。まちは多くの施設を提供しており、その一部は経済・財政・産業省が観光品質ラベルで承認したものである。三ツ星ホテルが2つ、星付されていないホテル9つを含め客室213室、三ツ星のキャンプ場2箇所、ショーゼー諸島には共同ロッジがあり、シャンブル・ドットという朝食付き宿や、ユースホステル、タラソテラピー・センター、33軒のレストランがある。
娯楽のため、コミューンにはカジノ、4つの美術館、公立水族館、建築遺産、豊かな自然環境、4箇所の砂浜、Wi-Fiの端末が4つある。グランヴィルにある住宅の17.5%が別荘またはセカンド・ハウスで、アパルトマンの54.1%にあたる。グランヴィル発のクルーズもいくつかあり、目的地はショーゼー諸島、チャネル諸島、ワイト島、シリー諸島、そしてアイルランドである。
この観光組織と観光振興で、2006年には69627人がショーゼー諸島を訪れ、54301人がクリスチャン・ディオール博物館を訪問した。2005年のロック水族館来場者数は43500人であった。

## 史跡
- ノートルダム・デュ・カップ・リウー教会（fr） - 14世紀完成。身廊は1655年完成。
- グランヴィル城 - 15世紀
- カジノ - アールデコおよびアール・ヌーヴォー様式
- クリスチャン・ディオール博物館 - クリスチャン・ディオールの生家

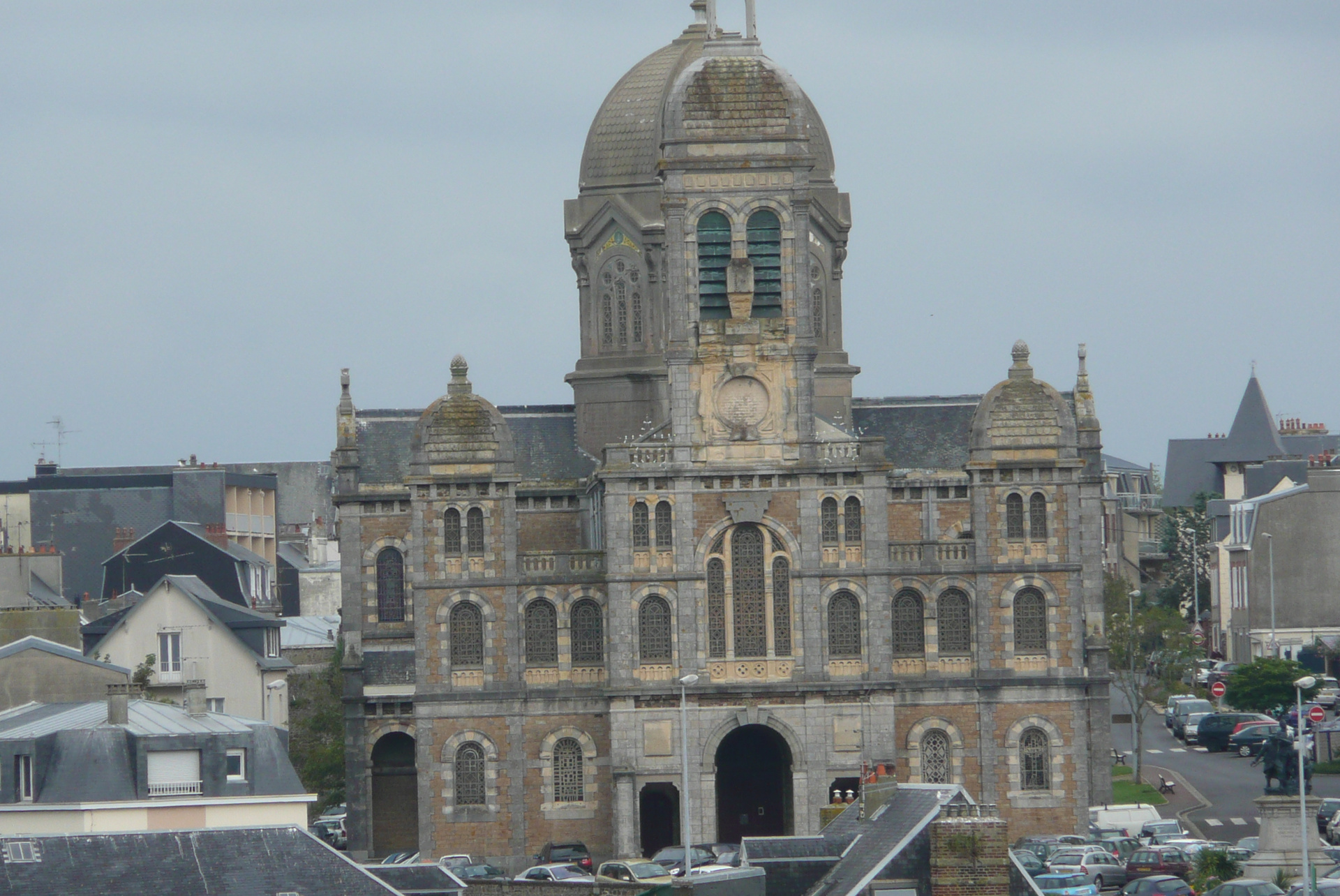
サン・ポール教会
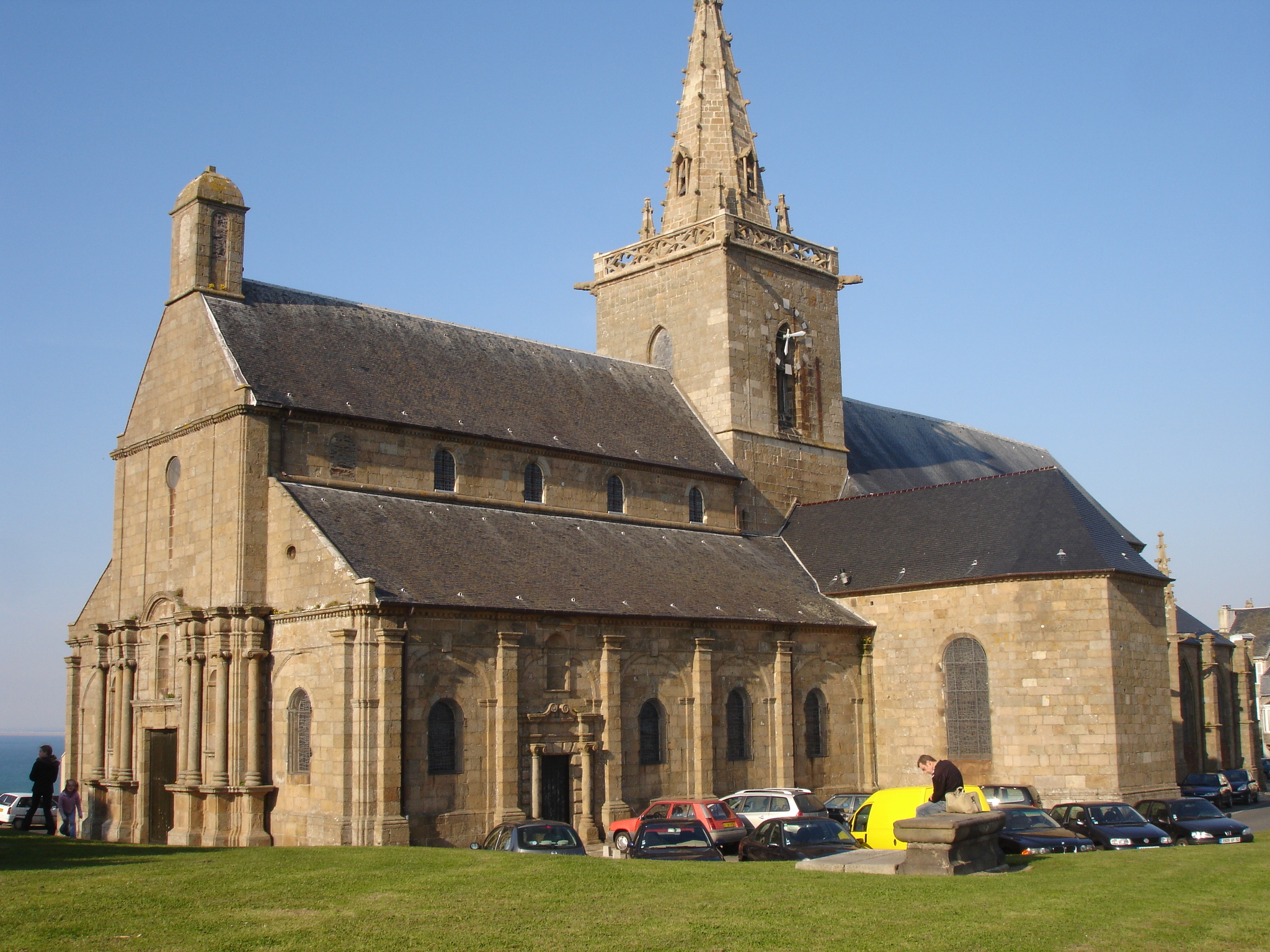
ノートルダム教会
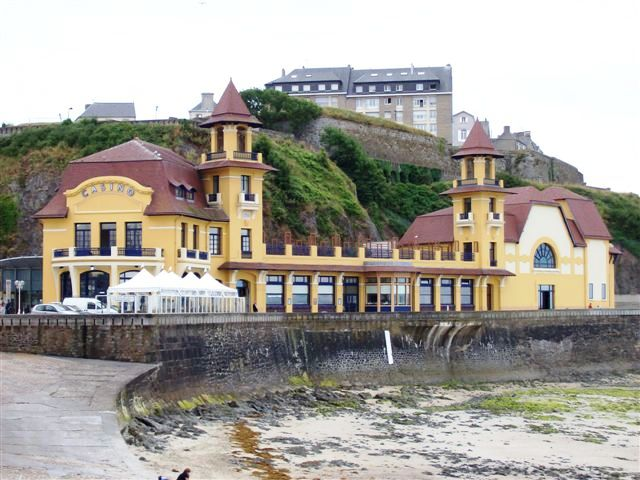
カジノ
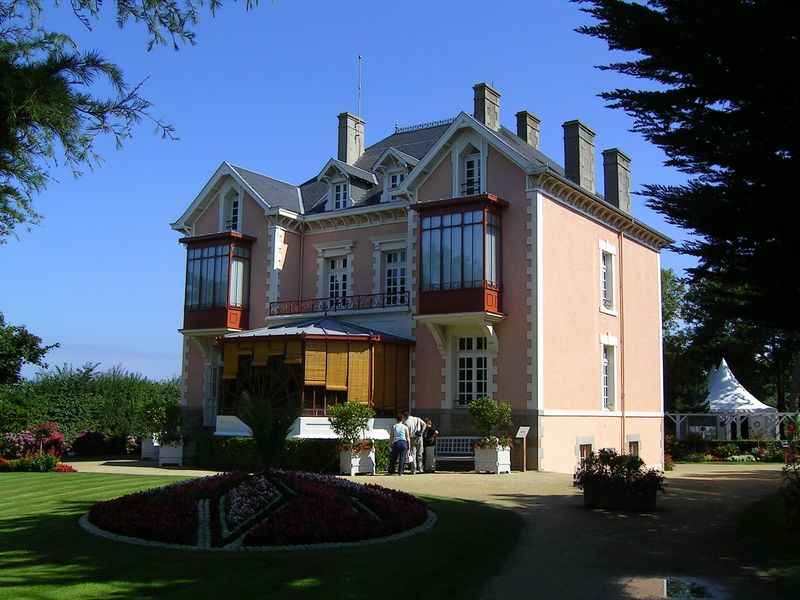
クリスチャン・ディオール博物館

## ゆかりの人物

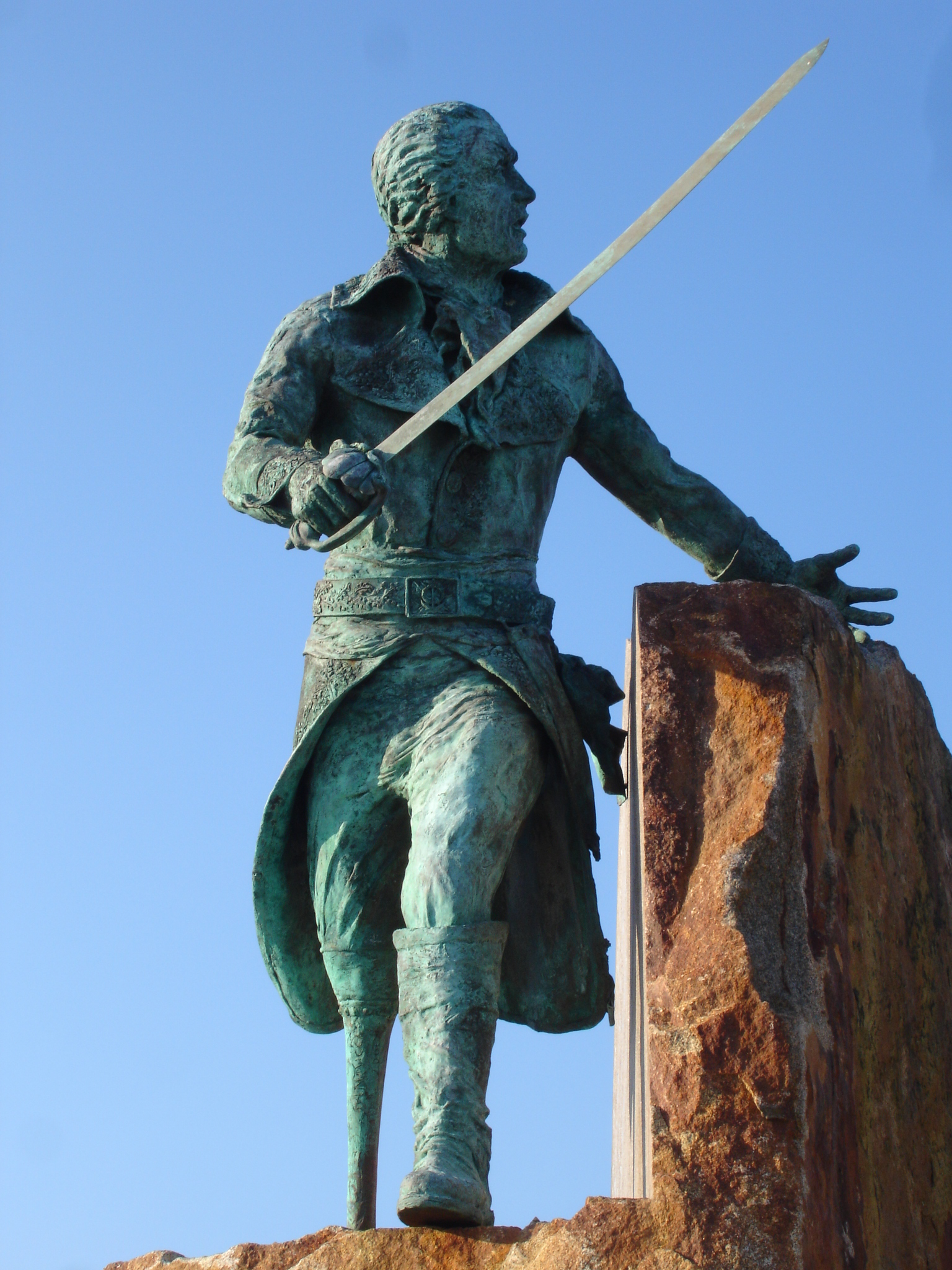
ジョルジュ＝ルネ・プレヴィル・ル・ペレーの像

- ジョルジュ＝ルネ・プレヴィル・ル・ペレー（fr） - グランヴィル生まれ。若い頃は私掠船に乗船。のち、海軍および植民地大臣を務めた
- クリスチャン・ディオール
- ジャック・ガンブラン
- フィリップ・ペムゼック -グランヴィル生まれ。政治家。ル・プレシ＝ロバンソン市長
- モーリス・ドニ
- リュシアン・ディオール - グランヴィル生まれ。政治家。クリスチャン・ディオールの父といとこ同士

## 姉妹都市
グランヴィルは、欧州連合内の都市を結ぶ姉妹都市組織ドゥーズラージュの、1991年の創設以来の構成都市である。ドゥーズラージュは互いの国の産物市場を開くなど様々な催しを行い交流を行っている。
 アルテア、スペイン - 1991年
 バート・ケッツティング、ドイツ - 1991年
 ベッラージョ、イタリア - 1991年
 バンドーラン、アイルランド - 1991年
 グランヴィル、フランス - 1991年
 ホルステブロー、デンマーク - 1991年
 ウファリーズ、ベルギー - 1991年
 メールセン、オランダ - 1991年
 ニーデランヴェン、ルクセンブルク - 1991年
 プレヴェザ、ギリシャ - 1991年
 セジンブラ、ポルトガル - 1991年
 シェアボーン、イギリス - 1991年
 カルッキラ、フィンランド - (1997-2016年)
 オクセレースンド、スウェーデン - 1998年
 ユーデンブルク、オーストリア - 1999年
 ホイナ、ポーランド - 2004年
 ケーセグ、ハンガリー - 2004年
 スィグルダ、ラトビア - 2004年
 スシツェ、チェコ - 2004年
 チュリ、エストニア - 2004年
 ズヴォレン、スロヴァキア - 2007年
 プリエナイ、リトアニア - (2008–2018)年
 マルサスカラ、マルタ - 2009年
 シレト、ルーマニア - 2010年
 アグロス、キプロス - 2011年
 シュコーフィア・ロカ 、スロベニア - 2011年
 トリャヴナ、ブルガリア - 2011年
 ロヴィニ、クロアチア - 2016年
 アシッカラ、フィンランド - 2016年
 ロキシュキス、リトアニア - 2018年
また、以下とも姉妹都市である。
- リヴィエール・デュ・ルー（フランス語版）、カナダ -1984年
- ウマナック、グリーンランド